# Коронадо (Калифорнија)
Коронадо (енгл. Coronado) град је у америчкој савезној држави Калифорнија. По попису становништва из 2010. у њему је живело 18.912 становника.

## Демографија
Према попису становништва из 2010. у граду је живело 18.912 становника, што је 5.188 (21,5%) становника мање него 2000. године.
| Група             | 2000.          | 2010.          |
| Белци             | 18.937 (78,6%) | 15.016 (79,4%) |
| Афроамериканци    | 1.241 (5,1%)   | 399 (2,1%)     |
| Азијати           | 896 (3,7%)     | 572 (3,0%)     |
| Хиспаноамериканци | 2.369 (9,8%)   | 2.302 (12,2%)  |
| Укупно            | 24.100         | 18.912         |